# Jászszentlászló
Jászszentlászló es un pueblo del condado de Bács-Kiskun, en la región de la Gran Llanura Meridional del sur de Hungría. Se encuentra justo al sur de Kiskunfélegyháza y justo al norte de Kiskunmajsa. La ciudad es una parada en la línea de tren que conecta Kecskemét y Baja.

## Geografía
Tiene una superficie de 60,34 kilómetros cuadrados y tiene una población de 2 378 personas (2024).

## Economía
Existen varias empresas agrícolas. Algunas bombas de extracción aún extraen petróleo crudo del suelo.